# آکو روشی:تن نو ماکی، چی نو ماکی
آکو روشی:تن نو ماکی، چی نو ماکی (به ژاپنی: 赤穂浪士 天の巻 地の巻 Akō Rōshi: Ten no Maki, Chi no Maki) یک فیلم است که در سال ۱۹۵۶ منتشر شد.